# Tenis de mesa en los Juegos Asiáticos
El tenis de mesa en los Juegos Asiáticos tuvo su primera aparición en la edición de 1958 en Tokio, Japón; y ha estado en el programa de los juegos desde entonces excepto en la edición de 1970 cuando fue excluido. Se juega en la rama masculino y femenina en sencillos y dobles.
China domina ampliamente el medallero histórico y ha sido el máximo ganador en la disciplina desde la edición de 1974 en Terán, Irán.

## Ediciones
| Edición | Año  | Ciudad sede | País sede     | Campeón |
| ------- | ---- | ----------- | ------------- | ------- |
| III     | 1958 | Tokio       | Japón         | Japón   |
| IV      | 1962 | Yakarta     | Indonesia     | Japón   |
| V       | 1966 | Bangkok     | Tailandia     | Japón   |
| VII     | 1974 | Tehran      | Irán          | China   |
| VIII    | 1978 | Bangkok     | Tailandia     | China   |
| IX      | 1982 | New Delhi   | India         | China   |
| X       | 1986 | Seoul       | Corea del Sur | China   |
| XI      | 1990 | Beijing     | China         | China   |
| XII     | 1994 | Hiroshima   | Japón         | China   |
| XIII    | 1998 | Bangkok     | Tailandia     | China   |
| XIV     | 2002 | Busan       | Corea del Sur | China   |
| XV      | 2006 | Doha        | Catar         | China   |
| XVI     | 2010 | Guangzhou   | China         | China   |
| XVII    | 2014 | Incheon     | Corea del Sur | China   |

## Medallero
| #     | País               | Oro | Plata | Bronce | Total |
| ----- | ------------------ | --- | ----- | ------ | ----- |
| 1     | China              | 61  | 34    | 26     | 121   |
| 2     | Japón              | 20  | 18    | 42     | 80    |
| 3     | Corea del Sur      | 10  | 28    | 46     | 84    |
| 4     | Hong Kong          | 2   | 9     | 7      | 18    |
| 5     | Corea del Norte    | 2   | 2     | 17     | 21    |
| 6     | Vietnam            | 2   | 0     | 2      | 4     |
| 7     | República de China | 1   | 4     | 18     | 23    |
| 8     | Singapur           | 0   | 2     | 8      | 10    |
| 9     | Indonesia          | 0   | 1     | 0      | 1     |
| 10    | Irán               | 0   | 0     | 2      | 2     |
| Total | Total              | 98  | 98    | 168    | 364   |